# Micromalthus debilis
Micromalthus debilis ist die bisher einzige beschriebene Art der Käferfamilie der Micromalthidae. Der Käfer kommt in Nord- und Südamerika vor, hat sich aber auch schon bis nach Afrika, Asien und Europa ausgebreitet. Die Weibchen der Art sind semelpar, d. h. sie pflanzen sich nur einmal im Leben fort. Die Käferart zählt zu den Matriphagen, bei denen sich die männlichen Larven vom Körper ihrer Mutter ernähren.

## Merkmale
Die Käfer werden 1,5 bis 2,5 Millimeter lang und haben einen etwas langgestreckten Körper. Der Halsschild ist schmaler als der Kopf, beide Teile werden nach vorne hin zunehmend breiter. Die Facettenaugen stehen seitlich deutlich ab. Der Körper ist dunkelbraun, fast schwarz, die Beine und die kurzen Fühler sind etwas heller gefärbt. Die Tiere haben einen nur wenig sklerotisierten Körper.

## Vorkommen
Die ursprüngliche Heimat des Käfers ist wahrscheinlich der Osten der USA. Die ersten Exemplare wurden 1878 von LeConte aus Detroit beschrieben, wo sie in verrottetem Holz gefunden wurden. Vermutlich durch Verschleppung durch den Menschen wurde das Tier jedoch seit 1938 auch in Südafrika, in Hongkong, auf Kuba, in Brasilien, auf Hawaii und in British Columbia gefunden. Meldungen aus New Mexico und Florida folgten 1991. Im gleichen Jahr wurde mit dem Fundpunkt Gibraltar auch schon Europa erreicht.

## Lebensweise
Die Larven leben in feuchtem Totholz, vor allem von Eichen und Kastanien, von dem sie sich auch ernähren.

## Lebenszyklus
Der Lebenszyklus des Käfers wurde erstmals 1913 durch Herbert Spencer Barber beschrieben. Er erschien so ungewöhnlich, dass die Fachwelt den Ergebnissen zunächst keinen Glauben schenkte. Weitere Untersuchungen, insbesondere durch John William Sutton Pringle im Jahre 1938, konnten jedoch Barbers Entdeckung weitgehend bestätigen. Der Lebenszyklus sieht wie folgt aus:
Aus befruchteten Eiern schlüpfen zunächst gut bewegliche sogenannte Triungulinus-Larven, die sich ihrerseits zu beinlosen Larven weiterentwickeln und grundsätzlich zu Weibchen werden. Sie können sich entweder über ein Puppenstadium zu einem voll ausgewachsenen diploiden Käferweibchen entwickeln oder nach einer letzten Häutung noch im Larvenstadium geschlechtsreif werden. Die Nachkommen entstehen durch die sogenannte Paedogenese ohne Befruchtung, eine eingeschlechtliche Fortpflanzung (Parthenogenese), die aber in ein Stadium der Juvenilentwicklung vorverlegt ist. Daraus resultieren drei Varianten. Das paedogenetische Weibchen ist lebendgebärend (vivipar) und bringt Triungulinus-Larven hervor, die sich weiter zu einer der beiden Weibchen-Formen entwickeln (Thelytokie). Das paedogenetische Weibchen legt zudem ein einziges unbefruchtetes Ei, aus dem sich am Ende ein haploider, ausgewachsener, männlicher Käfer entwickelt (Arrhenotokie); dieses Männchen hat als Larve nur kurze Beine und frisst seine Mutter auf (Matriphagie). Drittens legt das paedogenetische Weibchen mehrere unbefruchtete Eier, die sich sowohl zu Männchen als auch zu Weibchen entwickeln können (Amphitokie). Nur ausgewachsene Käferweibchen paaren sich mit Männchen und legen ausschließlich befruchtete Eier.
Der Grund für das matriphage Verhalten ist noch nicht völlig geklärt, es wird jedoch angenommen, dass auf diese Art Bakterien aufgenommen werden, die für die Verdauung von verrottendem Holz notwendig sind.